# Mörlenbach (Weschnitz)
Der Mörlenbach ist ein 9,4 Kilometer langer linker Nebenfluss der Weschnitz im hessischen Odenwald, der im Landkreis Bergstraße verläuft.

## Geographie

### Verlauf
Der Mörlenbach entspringt mitten im Odenwald zwischen Ober-Abtsteinach und Siedelsbrunn am Nordhang des 593 Meter hohen Hardbergs, wenig unterhalb der früheren Fachklinik am Hardberg im Südzipfel der Gemarkung Kreidach, die zur Gemeinde Wald-Michelbach gehört.
Der Mörlenbach fließt zunächst bis zur Ortschaft Kreidach nach Norden und wendet sich dann dauerhaft nach Nordwesten. Er durchquert Weiher, das sich zu beiden Seiten des Bachs entwickelt hat, und mündet knapp südlich des Ortskerns von Mörlenbach an der Brücke der Landesstraße L 3120 über die Weschnitz von links in diesen Fluss.
Oberhalb von Kreidach und zwischen Kreidach und Weiher sind die recht steilen Talhänge bewaldet.

### Zuflüsse
Die bedeutenderen sind:
- Mackenheimer Bach, von links und Süden unterhalb von Kreidach an der Einmündung der Straße von Mackenheim in die Talstraße L 3120, ca. 2,9 km.[4] Entsteht neben der Straße von Ober-Abtsteinach nach Mackenheim.
- Bach von der Stallenkandel, von rechts und Osten etwa 400 Meter weiter talab, ca. 1,6 km.[4] Entsteht nahe der L 3409 bei Stallenkandel.
- Vöckelsbach, von links, 3,6 km

## Verkehr
Der nordöstlich laufende untere und mittlere Teil des Mörlenbachtals sind von einiger Bedeutung für den Verkehr im zentralen Odenwald. Durch sie verlaufen von Mörlenbach nach Wald-Michelbach sowohl die L 3120, welche die 423 Meter hohe Kreidacher Höhe als Übergang ins Talsystem des Ulfenbachs nimmt, als auch die Überwaldbahn, die das Tal unter diesem kleinen Pass durch den 679 Meter langen Waldmichelbacher Tunnel verlässt. Über die Kreidacher Höhe und den nordsüdlich anschließenden Höhenzug östlich des oberen Mörlenbachtals verläuft die Wasserscheide zwischen dem Oberrhein diesseits und dem Neckar jenseits, die hier zugleich den Überwald nach Westen begrenzt.